# 明斯特 (奥地利)
明斯特（發音：[ˈmʏnstɐ] ⓘ）是奥地利蒂罗尔州的市镇，面积27.82平方千米，2021人口为3,459人。